# Liste der Wappen im Landkreis Konstanz
Diese Liste beinhaltet alle in der Wikipedia gelisteten Wappen des Landkreis Konstanz in Baden-Württemberg, inklusive historischer Wappen. Fast alle Städte, Gemeinden und Kreise in Baden-Württemberg führen ein Wappen. Sie sind über die Navigationsleiste am Ende der Seite erreichbar.

## Landkreis Konstanz

Wappen des Landkreises Konstanz[1]
Wappen des Landkreises Konstanz bis 1974
Der Landkreis Konstanz in Baden-Württemberg
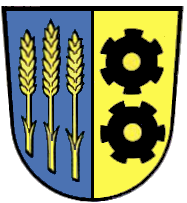
Landkreis Donaueschingen (1938–1972)
Landkreis Sigmaringen (1938–1972)
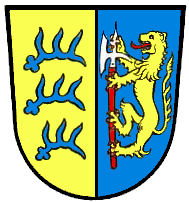
Landkreis Stockach (1938–1972)

## Städtewappen im Landkreis Konstanz

Aach[2]
Engen[3]
Konstanz[4]
Radolfzell am Bodensee[5]
Singen (Hohentwiel)[6]
Stockach[7]
Tengen[8]

## Weitere Gemeindewappen im Landkreis Konstanz

Allensbach[9]
Bodman-Ludwigshafen[10]
Büsingen am Hochrhein[11]
Eigeltingen[12]
Gaienhofen[13]
Gailingen am Hochrhein[14]
Gottmadingen[15]
Hilzingen[16]
Hohenfels[17]
Moos (Bodensee)[18]
Mühlhausen-Ehingen[19]
Mühlingen[20]
Öhningen (Bodensee)[21]
Orsingen-Nenzingen[22]
Reichenau[23]
Rielasingen-Worblingen[24]
Steißlingen[25]
Volkertshausen[26]

## Ehemalige Städte- und Gemeindewappen

Allmannsdorf[27]
Anselfingen[28]
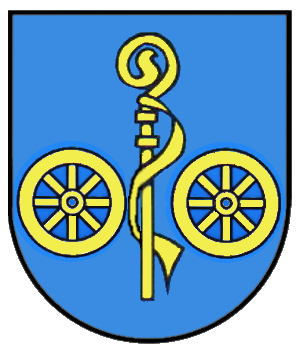
Arlen
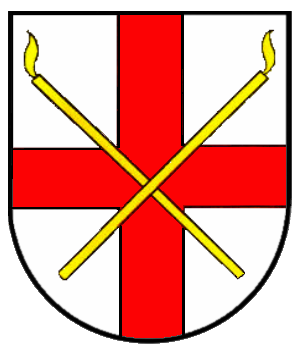
Bankholzen
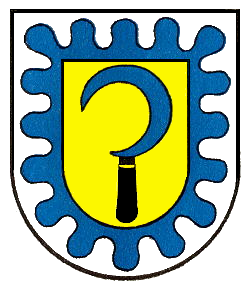
Bargen
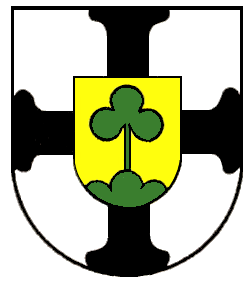
Beuren am Ried
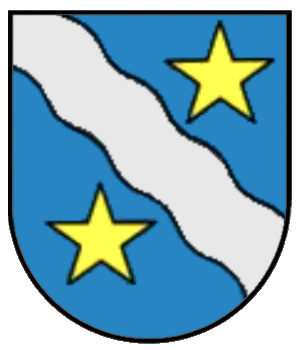
Beuren an der Aach
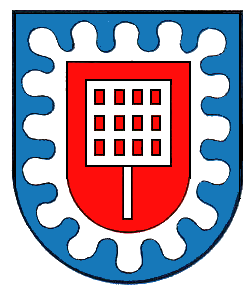
Biesendorf
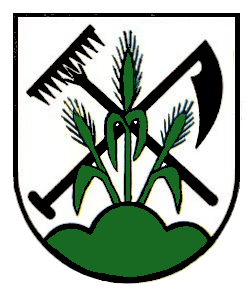
Bietingen
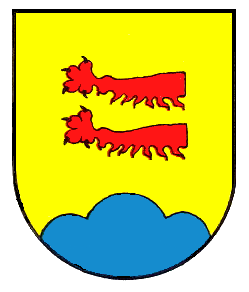
Binningen
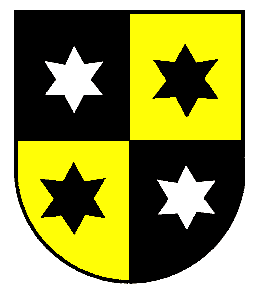
Bittelbrunn
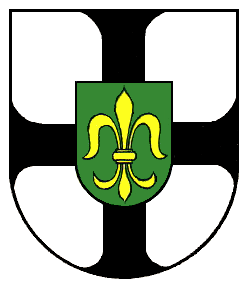
Blumenfeld
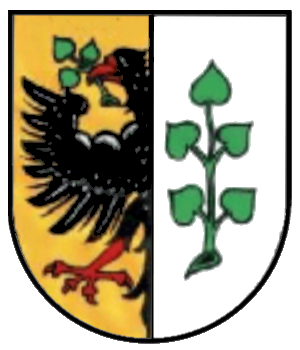
Bodman
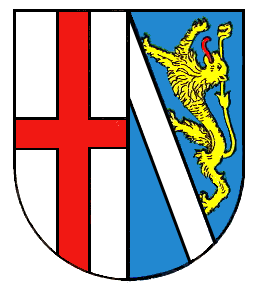
Böhringen
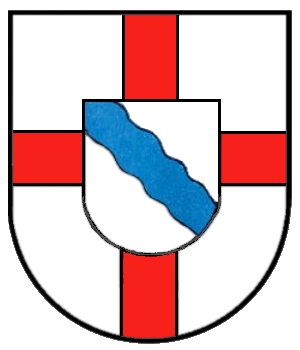
Bohlingen
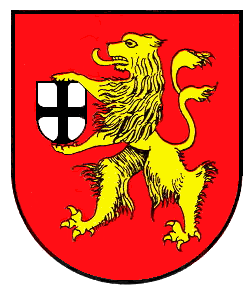
Büßlingen
Dettingen[43]
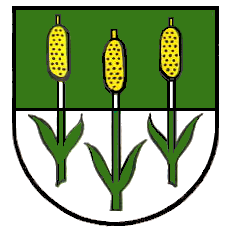
Deutwang
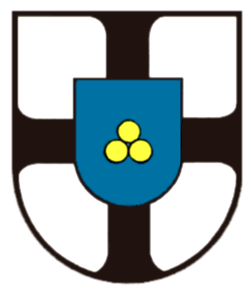
Dingelsdorf
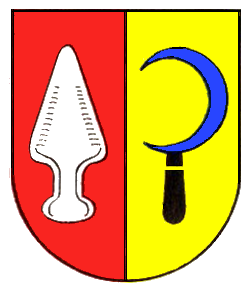
Duchtlingen
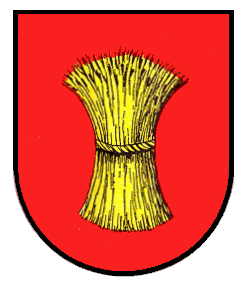
Ebringen
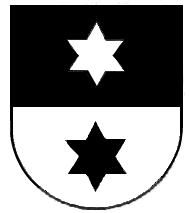
Eckartsbrunn
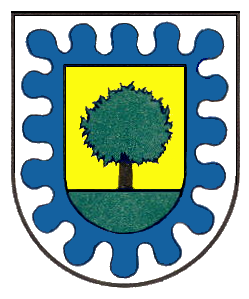
Ehingen im Hegau
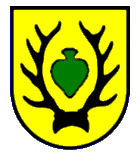
Espasingen
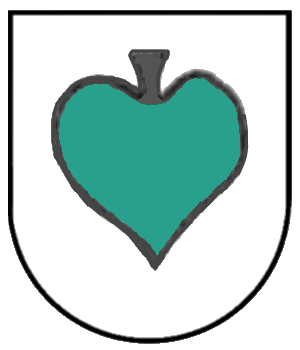
Freudental
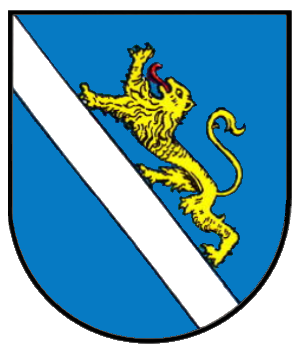
Friedingen
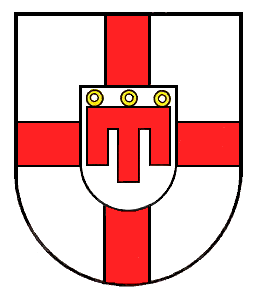
Gaienhofen – alt
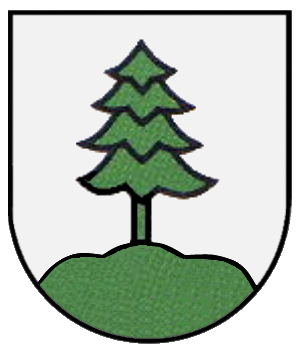
Gallmannsweil
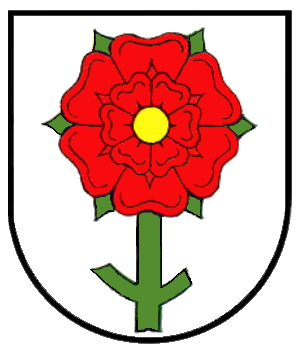
Güttingen
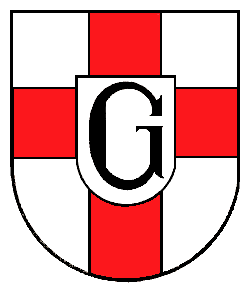
Gundholzen
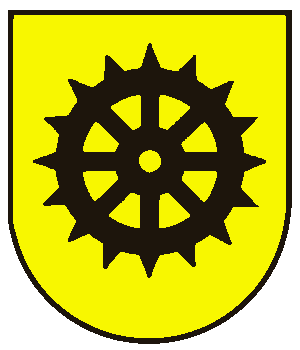
Hausen an der Aach
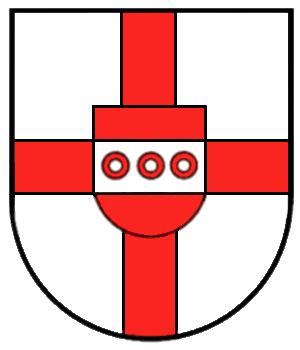
Hegne
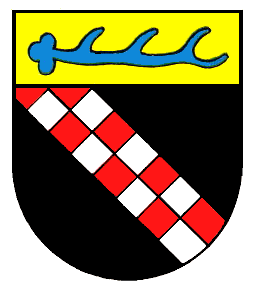
Hemmenhofen
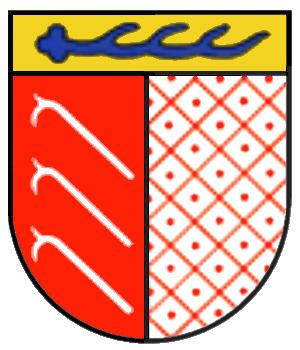
Heudorf im Hegau
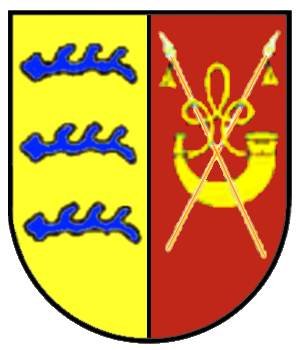
Hindelwangen
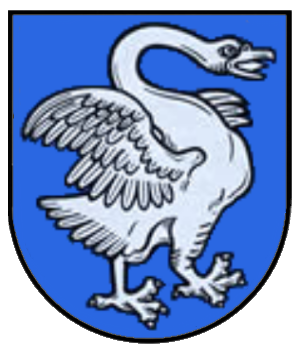
Honstetten
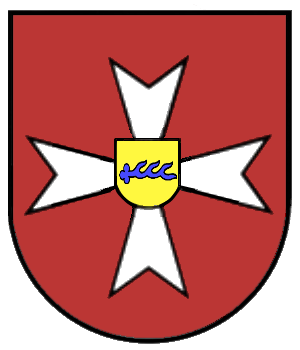
Hoppetenzell
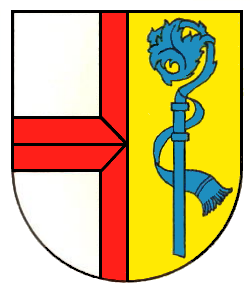
Horn
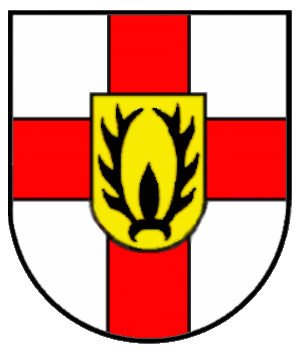
Iznang
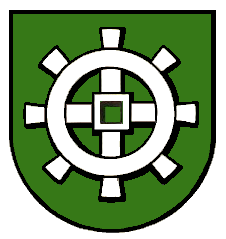
Kalkofen
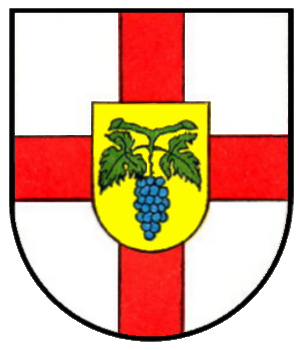
Kaltbrunn
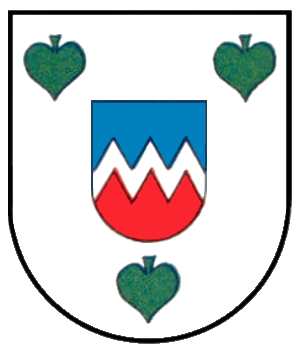
Langenrain
Liggeringen[69]
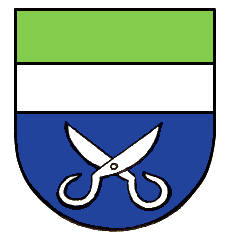
Liggersdorf
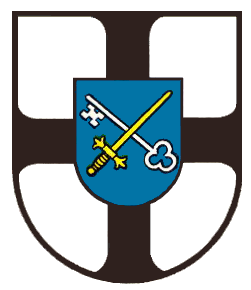
Litzelstetten
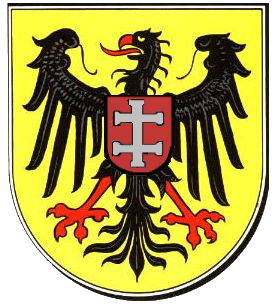
Ludwigshafen am Bodensee
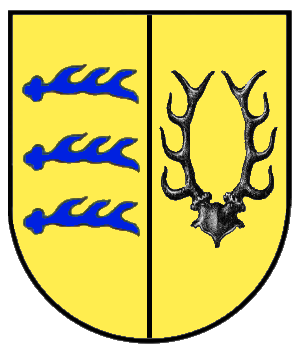
Mahlspüren im Hegau
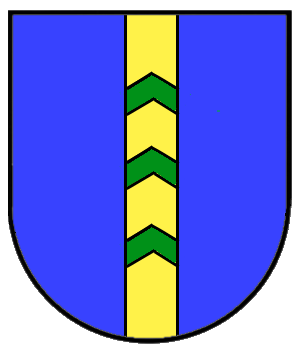
Mahlspüren im Tal
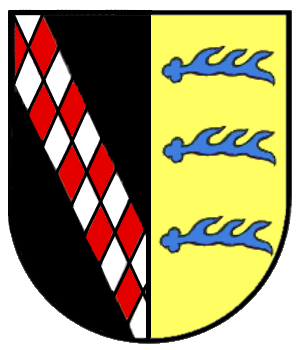
Mainwangen
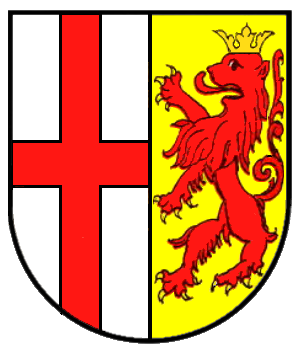
Markelfingen
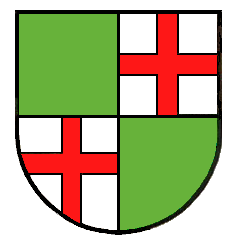
Mindersdorf
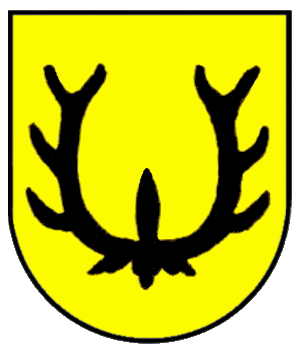
Möggingen
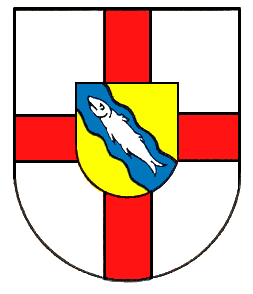
Moos (Bodensee) – alt
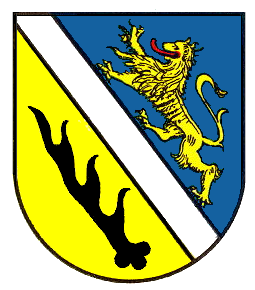
Mühlhausen im Hegau
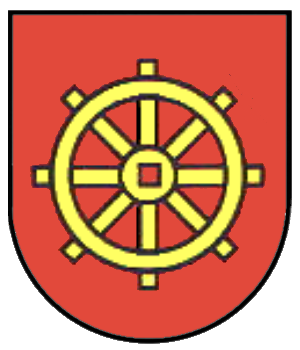
Mühlingen – alt
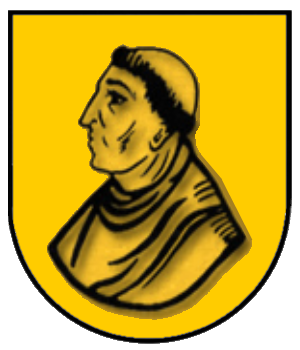
Münchhöf
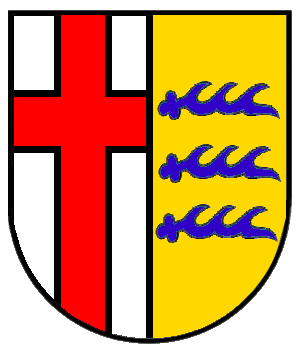
Nenzingen
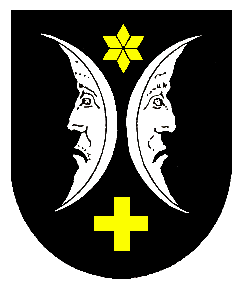
Neuhausen
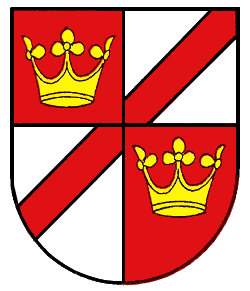
Öhningen (Bodensee) – alt
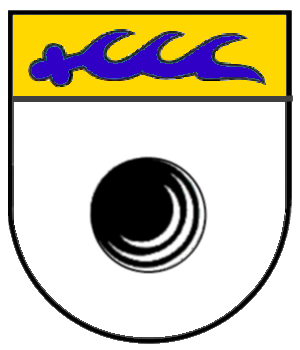
Orsingen
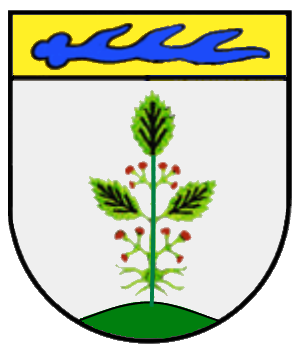
Raithaslach
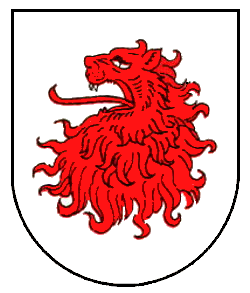
Randegg
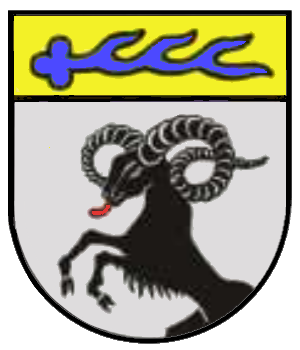
Reute im Hegau
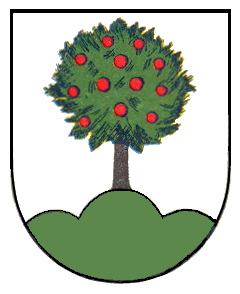
Riedheim
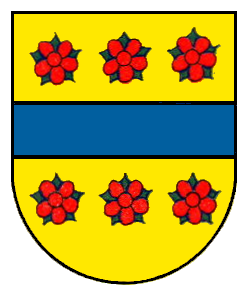
Rielasingen
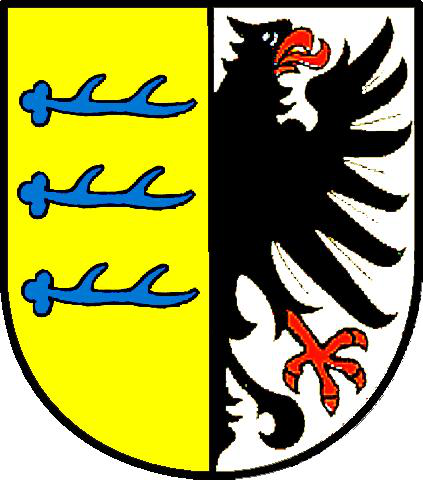
Rorgenwies
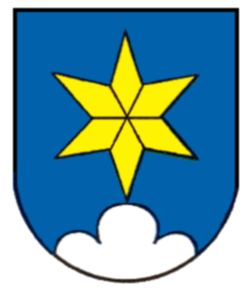
Schienen
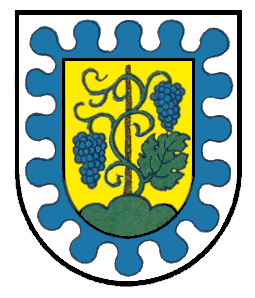
Schlatt am Randen
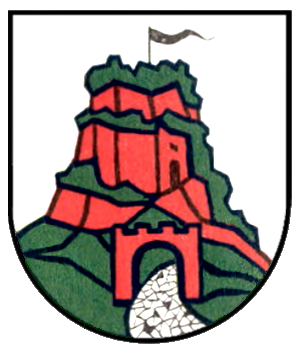
Schlatt unter Krähen
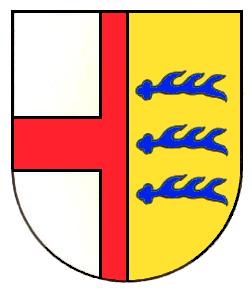
Schwackenreute
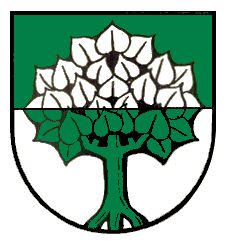
Selgetsweiler
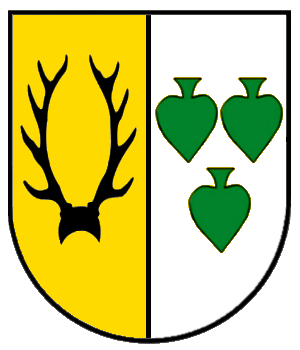
Stahringen
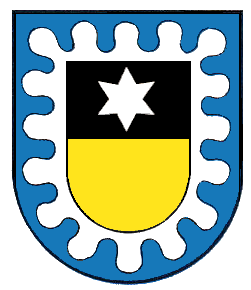
Stetten
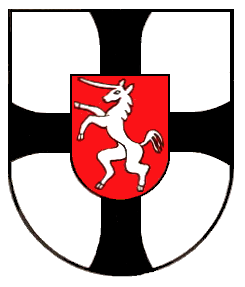
Talheim
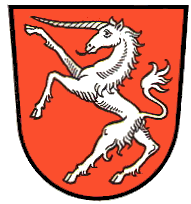
Tengen – alt
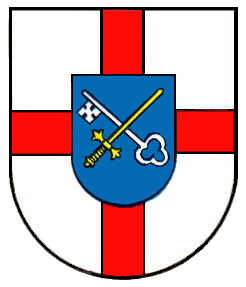
Überlingen am Ried
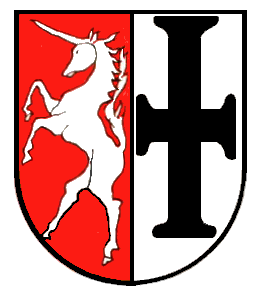
Uttenhofen
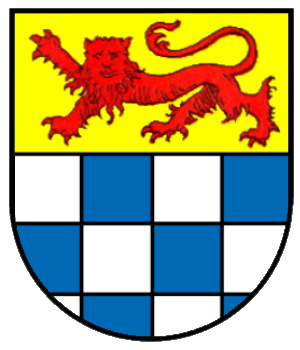
Wangen
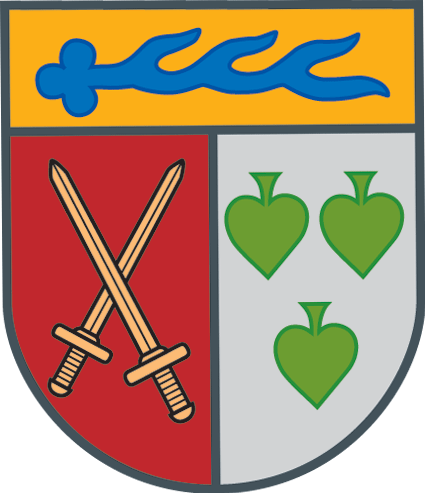
Wahlwies
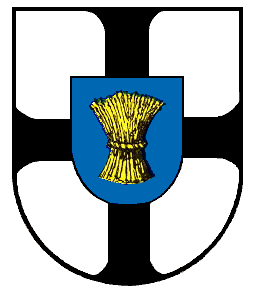
Watterdingen
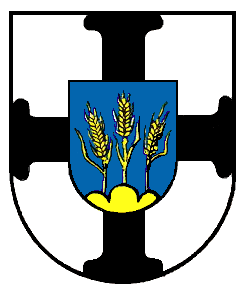
Weil
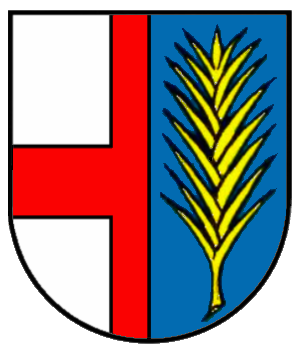
Weiler
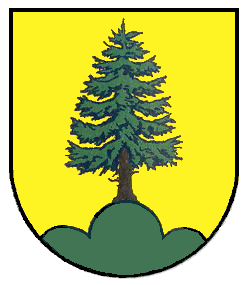
Weiterdingen
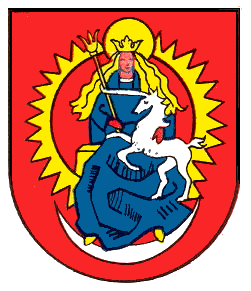
Welschingen
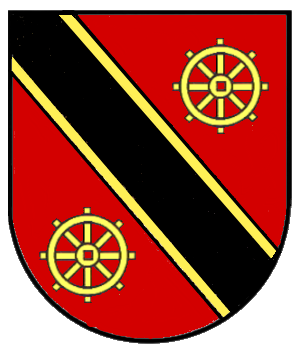
Wiechs
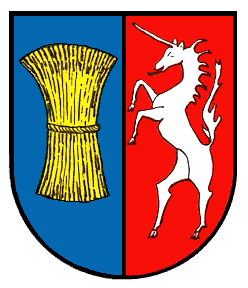
Wiechs am Randen
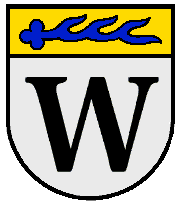
Winterspüren
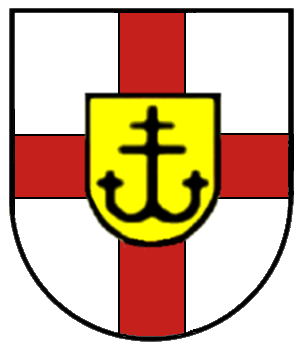
Wollmatingen
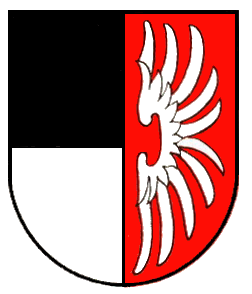
Worblingen
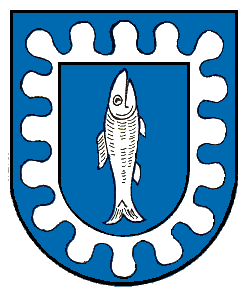
Zimmerholz
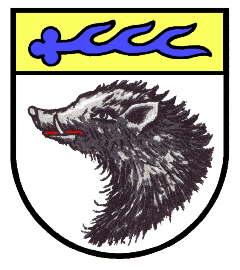
Zizenhausen
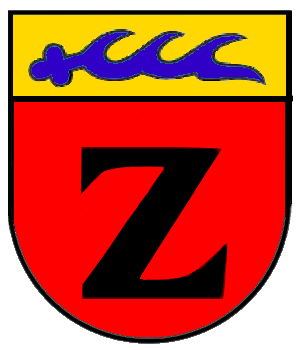
Zoznegg

## Blasonierungen
1. ↑  Landkreis Konstanz: In geviertem Schild 1. und 4. in Blau ein schräg aufwärts gelegter silberner Fisch (Felchen), 2. in Silber ein durchgehendes rotes Kreuz, 3. in Gold drei blaue Hirschstangen.
2. ↑  Aach: In Rot ein goldener Löwe mit drei zwischen den Pranken verteilten silbernen Sternen.
3. ↑  Engen: In Silber ein fünfstrahliger schwarzer Stern.
4. ↑  Konstanz: In Silber unter rotem Schildhaupt ein durchgehendes schwarzes Kreuz.
5. ↑  Radolfzell am Bodensee: In gespaltenem Schild vorne in Gold ein golden gekrönter, golden bewehrter und rot bezungter roter Löwe, hinten in Silber ein durchgehendes, halbes rotes Kreuz am Spalt.
6. ↑  Singen (Hohentwiel): In Silber ein aufgerichteter, rot bewehrter und rot bezungter schwarzer Bär, in den Vordertatzen einen von Gold und Blau im Spitzenschnitt gespaltenen Schild haltend.
7. ↑  Stockach: In Gold ein silberner Schrägbalken, belegt mit einem gestümmelten roten Ast und begleitet von je einer schrägliegenden, vierendigen blauen Hirschstange.
8. ↑  Tengen: In Rot ein aufgerichtetes silbernes Einhorn, zwischen dem linken Vorder- und Hinterfuß einen silbernen Schild haltend, darin ein gradarmiges schwarzes Tatzenkreuz.
9. ↑  Allensbach: Durch goldenes Kreuz geviert in Rot und Blau, das Kreuz belegt mit einem goldenen Ring; im 1. und 2. Feld und auf dem unteren Kreuzbalken je ein auf die Schildmitte zuschwimmender silberner Fisch, mit dem Kopf den Außenrand des Ringes berührend.
10. ↑  Bodman-Ludwigshafen: In Gold ein schwarzer, rotbewehrter, rotbezungter Adler, belegt mit einem silbernen Herzschild, darin drei abwärts gekehrte grüne Lindenblätter (2:1).
11. ↑  Büsingen am Hochrhein: In rot bordiertem silbernen Schild an grünem Rebast mit zwei grünen Blättern eine blaue Weintraube.
12. ↑  Eigeltingen: In gespaltenem Schild vorne in Gold ein halber, rot bezungter schwarzer Adler am Spalt, mit dem roten Fang eine schräge vierendige blaue Hirschstange mit rechtshin weisenden Zinken haltend, hinten in Blau eine silberne Lilie.
13. ↑  Gaienhofen: In Silber ein rotes Kreuz, belegt mit einem schwarzen Herzschild, darin ein doppelreihig rot-silbern geschachter Schrägbalken.
14. ↑  Gailingen am Hochrhein: In geteiltem Schild oben in Blau drei rechtshin liegende, vierendige goldene Hirschstange übereinander, unten in Silber ein roter Löwenrumpf.
15. ↑  Gottmadingen: In gespaltenem Schild vorne in Silber ein roter Pfahl, belegt mit drei goldenen Kugeln, hinten in Blau ein goldener Löwe.
16. ↑  Hilzingen: In Silber aus rotem Dreiberg wachsend ein grünes Kleeblatt.
17. ↑  Hohenfels: In Silber ein geradarmiges schwarzes Tatzenkreuz, belegt mit einem grünen Herzschild, darin eine silberne Schere.
18. ↑  Moos: In Silber ein rotes Kreuz, belegt mit einem blauen Herzschild, darin ein nach rechts oben schwimmender silberner Fisch.
19. ↑  Mühlhausen-Ehingen: In schräggeteiltem Schild oben in Blau ein nach oben schreitender, rotbezungter goldener Löwe, unten in Gold auf grünem Boden ein Laubbaum mit grüner Krone und schwarzem Stamm.
20. ↑  Mühlingen: Von einer eingebogenen roten Spitze, worin ein achtspeichiges goldenes Mühlrad, gespalten; vorn in Silber auf grünem Dreiberg eine grüne Tanne, hinten in Gold drei liegende, vierendige blaue Hirschstangen übereinander.
21. ↑  Öhningen: Geteilt und oben gespalten; oben vorn in Gold eine rote Krone mit drei Zinken mit Blättern, hinten in Rot ein goldener Stern, unten von Silber und Blau zu zwölf Plätzen geschacht.
22. ↑  Orsingen-Nenzingen: Unter goldenem Schildhaupt, worin eine vierendige blaue Hirschstange, in gespaltenem Schild vorn in Schwarz eine silberne Kugel, hinten in Silber ein rotes Kreuz.
23. ↑  Reichenau: In Blau die Büste eines infulierten Abtes in rotbordierter silberner Gewandung und silberner Mitra mit rotem Besatz, in der Rechten einen silbernen Krummstab haltend. Im linken Obereck ein silberner Schild mit rotem Kreuz.
24. ↑  Rielasingen-Worblingen: Im zweimal gespaltenen Schild vorn in Blau ein goldener Krummstab mit goldenem Pannisell, in der Mitte in Gold übereinander drei fünfblätterige rote Rosen mit grünen Kelchblättern, hinten in Rot ein silberner Flügel.
25. ↑  Steißlingen: In Gold auf einer liegenden, vierendigen blauen Hirschstange, deren Zinken nach unten weisen, stehend ein flugbereiter, rot bezungter schwarzer Geier.
26. ↑  Volkertshausen: In Silber ein roter Zickzackbalken mit zwei Zacken unten.
27. ↑  Allmannsdorf: In Silber ein gradarmiges schwarzes Tatzenkreuz (Deutschordenskreuz).
28. ↑  Anselfingen: In von Rot und Gold geteiltem Schild oben und unten ein Stern in verwechselten Farben.
29. ↑  Arlen: In Blau ein goldener Krummstab, beseitet von zwei goldenen Rädern.
30. ↑  Bankholzen: In Silber ein rotes Kreuz, überdeckt mit zwei schräggekreuzten brennenden goldenen Kerzen.
31. ↑  Bargen: In Gold mit silber-blauem Wolkenbord eine blaue Sichel mit schwarzem Griff.
32. ↑  Beuren am Ried: In Silber ein gradarmiges schwarzes Tatzenkreuz, belegt mit einem goldenen Herzschild, darin ein grünes Kleeblatt auf grünem Dreiberg.
33. ↑  Beuren an der Aach: In Silber ein blauer Wellenschrägbalken, begleitet von je einem goldenen Stern.
34. ↑  Biesendorf: In Rot mit blau-silbernem Wolkenbord ein silberner Rost [mit dem Griff abwärts gekehrt].
35. ↑  Bietingen: In Silber auf grünem Dreiberg drei grüne Ähren, dahinter schräggekreuzt ein schwarzer Rechen und eine schwarze Sense.
36. ↑  Binningen: In Gold über einem blauen Dreiberg zwei rechtshin liegende, schwarz bewehrte rote Löwenpranken übereinander.
37. ↑  Bittelbrunn: In von Schwarz und Gold geviertem Schild im 1. und 4. Feld je ein silberner, im 2. und 3. Feld je ein schwarzer Stern.
38. ↑  Blumenfeld: In Silber ein gradarmiges schwarzes Tatzenkreuz, belegt mit einem grünen Herzschild, darin eine goldene Lilie.
39. ↑  Bodman: In gespaltenem Schild vorne in Gold ein halber, rot bewehrter, rot bezungter schwarzer Adler am Spalt, einen dreiblättrigen grünen Lindenzweig im Schnabel haltend, hinten in Silber ein fünfblättriger grüner Lindenzweig.
40. ↑  Böhringen: In gespaltenem Schild vorne in Silber ein rotes Kreuz, hinten in Blau über silbernem Schrägbalken ein nach oben schreitender, rot bezungter goldener Löwe.
41. ↑  Bohlingen: In Silber ein rotes Kreuz, belegt mit einem silbernen Herzschild, darin ein blauer Wellenschrägbalken.
42. ↑  Büßlingen: In Rot ein goldener Löwe, in den Vorderpranken einen silbernen Schild haltend, darin ein gradarmiges schwarzes Tatzenkreuz.
43. ↑  Dettingen: Längs geschindelt von Gold und Schwarz in sechs Plätzen.
44. ↑  Deutwang: In von Grün und Silber geteiltem Schild drei goldene Mooskolben mit Stielen in verwechselten Farben.
45. ↑  Dingelsdorf: In Silber ein gradarmiges schwarzes Tatzenkreuz, belegt mit einem blauen Herzschild, darin drei (1:2) goldene Kugeln aufeinander.
46. ↑  Duchtlingen: In gespaltenem Schild vorne in Rot eine gestürzte silberne Pflugschar, hinten in Gold eine blaue Sichel mit schwarzem Griff.
47. ↑  Ebringen: In Rot eine goldene Garbe.
48. ↑  Eckartsbrunn: In von Schwarz und Silber geteiltem Schild oben und unten je ein sechsstrahliger Stern in verwechselten Farben.
49. ↑  Ehingen im Hegau: In Gold mit silber-blauem Wolkenbord auf grünem Boden ein Laubbaum mit grüner Krone und schwarzem Stamm.
50. ↑  Espasingen: In Gold ein schwarzes Hirschgeweih, dazwischen schwebend ein sinkendes grünes Lindenblatt.
51. ↑  Freudental: In Silber ein grünes Lindenblatt.
52. ↑  Friedingen: In Blau über einem erniedrigten silbernen Schrägbalken ein nach oben schreitender, rot bezungter goldener Löwe.
53. ↑  Gaienhofen alt: In Silber ein rotes Kreuz, belegt mit einem silbernen Herzschild, darin eine rote [dreilatzige] Kirchenfahne mit [drei] goldenen Ringen.
54. ↑  Gallmannsweil: In Silber auf grünem Dreiberg eine grüne Tanne.
55. ↑  Güttingen: In Silber eine sechsblättrige golden besamte rote Rose mit grünen Kelchblättern an grünem Blattstiel.
56. ↑  Gundholzen: In Silber ein rotes Kreuz, belegt mit einem silbernen Herzschild, darin der lateinische schwarze Großbuchstabe G.
57. ↑  Hausen an der Aach: In Gold ein achtspeichiges schwarzes Rad mit [sechzehn] Zacken.
58. ↑  Hegne: In Silber ein rotes Kreuz, belegt mit einem roten Herzschild, darin ein silberner Balken, auf diesem drei rote Ringe nebeneinander.
59. ↑  Hemmenhofen: In Schwarz unter goldenem, mit einer vierendigen blauen Hirschstange belegtem Schildhaupt ein doppelreihig rot-silbern geschachter Schrägbalken.
60. ↑  Heudorf im Hegau: Unter goldenem Schildhaupt, darin eine liegende vierendige blaue Hirschstange, gespalten, vorne in Rot drei schräg übereinandergelegte silberne Haken (Heulicher), hinten in Silber ein rotes Schräggitter mit jeweils einem roten Punkt in der Mitte.
61. ↑  Hindelwangen: In gespaltenem Schild vorne in Gold drei vierendige blaue Hirschstangen übereinander, hinten in Rot zwei schräggekreuzte goldene Pfeile, darüberliegend ein goldenes Hifthorn.
62. ↑  Honstetten: In Blau ein [stehender] silberner Schwan.
63. ↑  Hoppetenzell: In Rot ein silbernes Johanniterkreuz, beheftet mit einem goldenen Schild, darin eine vierendige blaue Hirschstange.
64. ↑  Horn: In gespaltenem Schild vorne in Silber ein halbes geschliffenes rotes Kreuz am Spalt, hinten in Gold ein blauer Krummstab mit silbernem Tuch (pannisellus).
65. ↑  Iznang: In Silber ein rotes Kreuz, belegt mit einem goldenen Herzschild, darin ein zehnendiges schwarzes Hirschgeweih mit einem schwarzen Ohr zwischen den Stangen.
66. ↑  Kalkofen: In Grün ein [vierspeichiges] achtschaufliges silbernes Mühlrad.
67. ↑  Kaltbrunn: In Silber ein rotes Kreuz, belegt mit einem goldenen Herzschild, darin eine blaue Weintraube mit zwei grünen Blättern.
68. ↑  Langenrain: In Silber, begleitet von drei (2:1) sinkenden grünen Lindenblättern, ein Herzschild, dieser von Blau und Rot durch einen silbernen Zickzackbalken geteilt.
69. ↑  Liggeringen: Von Rot und Silber geviert.
70. ↑  Liggersdorf: In geteiltem Schild oben von Grün und Silber geteilt, unten in Blau eine silberne Schere.
71. ↑  Litzelstetten: In Silber ein gradarmiges schwarzes Tatzenkreuz, belegt mit einem blauen Herzschild, darin schräggekreuzt ein silberner Schlüssel und ein goldenes Schwert.
72. ↑  Ludwigshafen am Bodensee: In Gold ein rot bewehrter, rot bezungter schwarzer Adler, belegt mit einem roten Brustschild, darin ein silbernes Patriarchenkreuz.
73. ↑  Mahlspüren im Hegau: In Gold vorne drei vierendige blaue Hirschstangen übereinander, hinten ein schwarzes Hirschgeweih mit Grind.
74. ↑  Mahlspüren im Tal: In Blau ein goldener Pfahl, belegt mit drei grünen Sparren.
75. ↑  Mainwangen: In gespaltenem Schild vorne in Schwarz ein doppelreihig rot-silbern geschachter Schrägbalken, hinten in Gold drei liegende blaue Hirschstangen übereinander.
76. ↑  Markelfingen: In gespaltenem Schild vorne in Silber ein rotes Kreuz, hinten in Gold ein golden gekrönter, golden bewehrter roter Löwe.
77. ↑  Mindersdorf: Von Grün und Silber geviert, im 2. und 3. Feld ein durchgehendes rotes Kreuz.
78. ↑  Möggingen: In Gold ein achtendiges schwarzes Hirschgeweih mit einem schwarzen Ohr zwischen den Stangen.
79. ↑  Moos alt: In Silber ein rotes Kreuz, belegt mit einem goldenen Herzschild, darin in einem blauen Wellenschrägbalken ein nach oben schwimmender silberner Fisch.
80. ↑  Mühlhausen im Hegau: Über silbernem Schrägbalken in Blau ein nach oben schreitender, rot bezungter goldener Löwe; darunter in Gold eine linksgekehrte, schrägliegende vierendige schwarze Hirschstange.
81. ↑  Mühlingen alt: In Rot ein achtspeichiges goldenes Mühlrad.
82. ↑  Münchhöf: In Gold das Brustbild eines schwarz gekleideten Mönchs.
83. ↑  Nenzingen: In gespaltenem Schild vorne in Silber ein rotes Kreuz, hinten in Gold drei liegende vierendige blaue Hirschstangen übereinander.
84. ↑  Neuhausen: In Schwarz zwei abgewendete, gebildete silberne Monde; darüber ein goldener Stern, darunter ein goldenes Kreuz.
85. ↑  Öhningen alt: Gevierter Schild, im 1. und 4. Feld in Rot eine goldene Krone mit drei Zinken mit Blättern, im 2. und 3. Feld in Silber ein roter Schräglinksbalken.
86. ↑  Orsingen: Unter goldenem Schildhaupt, darin eine liegende vierendige blaue Hirschstange, in Silber eine schwarze Kugel.
87. ↑  Raithaslach: Unter goldenem Schildhaupt, darin eine liegende blaue Hirschstange, in Silber [auf grünem Boden] ein grüner Haselstrauch.
88. ↑  Randegg: In Silber ein roter Löwenrumpf.
89. ↑  Reute im Hegau: Unter goldenem Schildhaupt, darin eine liegende vierendige blaue Hirschstange, in Silber ein wachsender, rot bezungter schwarzer Widder.
90. ↑  Riedheim: In Silber auf grünem Dreiberg ein Apfelbaum mit schwarzem Stamm, grüner Krone und roten Früchten.
91. ↑  Rielasingen: In Gold ein blauer Balken, oben und unten begleitet von je drei fünfblättrigen roten Rosen mit grünen Kelchblättern nebeneinander.
92. ↑  Rorgenwies: In gespaltenem Schild vorne in Gold drei liegende dreiendige blaue Hirschstangen übereinander, hinten in Silber ein halber, rot bewehrter, rot bezungter schwarzer Adler am Spalt.
93. ↑  Schienen: In Blau auf silbernem Dreiberg ein goldener Stern.
94. ↑  Schlatt am Randen: In Gold mit silber-blauem Wolkenbord auf grünem Dreiberg an einem schwarzen Pfahl ein grüner Weinstock mit zwei blauen Trauben.
95. ↑  Schlatt unter Krähen: In Silber auf grünem Berg eine rote Burgruine (Hegauberg Hohenkrähen).
96. ↑  Schwackenreute: In gespaltenem Schild vorne in Silber ein halbes rotes Kreuz am Spalt, hinten in Gold drei liegende vierendige blaue Hirschstangen übereinander.
97. ↑  Selgetsweiler: In von Grün und Silber geteiltem Schild eine Linde in verwechselten Farben.
98. ↑  Stahringen: In gespaltenem Schild vorne in Gold ein zehnendiges schwarzes Hirschgeweih, hinten in Silber drei sinkende grüne Lindenblätter.
99. ↑  Stetten: Mit blau-silbernem Wolkenbord von Schwarz und Gold geteilt, oben ein silberner Stern.
100. ↑  Talheim: In Silber ein gradarmiges schwarzes Tatzenkreuz, belegt mit einem roten Herzschild, darin ein aufgerichtetes silbernes Einhorn.
101. ↑  Tengen alt: In Rot ein aufgerichtetes silbernes Einhorn.
102. ↑  Überlingen am Ried: In Silber ein rotes Kreuz, belegt mit einem blauen Herzschild, darin schräggekreuzt ein silberner Schlüssel und ein goldenes Schwert.
103. ↑  Uttenhofen: In gespaltenem Schild vorne in Rot ein aufgerichtetes silbernes Einhorn, hinten in Silber ein schwebendes gradarmiges schwarzes Tatzenkreuz.
104. ↑  Wangen: In geteiltem Schild oben in Gold ein schreitender roter Leopard, unten von Silber und Blau [in zwölf Plätzen] geschacht.
105. ↑  Wahlwies: Unter goldenem Schildhaupt, darin eine liegende fünfendige blaue Hirschstange, gespalten, vorne in Rot zwei schräggekreuzte goldene Schwerter, hinten in Silber drei sinkende grüne Lindenblätter.
106. ↑  Watterdingen: In Silber ein gradarmiges schwarzes Tatzenkreuz, belegt mit einem blauen Herzschild, darin eine goldene Garbe.
107. ↑  Weil: In Silber ein gradarmiges schwarzes Tatzenkreuz, belegt mit einem blauen Herzschild, darin drei goldene Ähren auf goldenem Dreiberg.
108. ↑  Weiler: In gespaltenem Schild vorne in Silber ein halbes rotes Kreuz am Spalt, hinten in Blau ein goldener Palmzweig.
109. ↑  Weiterdingen: In Gold auf grünem Dreiberg eine grüne Tanne mit schwarzem Stamm.
110. ↑  Welschingen: In Rot auf einer steigenden silbernen Mondsichel thronend, umgeben von einem goldenen Strahlenglanz, die blaugekleidete Gottesmutter mit goldener Krone und goldenem Heiligenschein; in ihrer Rechten hält sie ein goldenes Zepter, ihre Linke ruht auf einem silbernen Einhorn, das sich an ihre Seite schmiegt.
111. ↑  Wiechs (Steißlingen): In Rot ein golden bordierter schwarzer Schrägbalken, begleitet von je einem achtspeichigen goldenen Rad.
112. ↑  Wiechs am Randen: In gespaltenem Schild vorne in Blau eine goldene Garbe, hinten in Rot ein aufgerichtetes silbernes Einhorn.
113. ↑  Winterspüren: Unter goldenem Schildhaupt, darin eine liegende vierendige blaue Hirschstange, in Silber der schwarze Großbuchstabe W.
114. ↑  Wollmatingen: In Silber ein rotes Kreuz, belegt mit einem goldenen Herzschild, worin das schwarze Dorfzeichen [ein Doppelkreuz, dessen gesparrter Fuß beidseits geschweift ist und kreuzförmig ausläuft].
115. ↑  Worblingen: In gespaltenem Schild vorne von Schwarz und Silber geteilt, hinten in Rot ein silberner Flügel.
116. ↑  Zimmerholz: In Blau mit blau-silbernem Wolkenbord ein pfahlweis gestellter silberner Fisch.
117. ↑  Zizenhausen: Unter goldenem Schildhaupt, darin eine liegende vierendige blaue Hirschstange, in Silber ein rot bezungter schwarzer Eberrumpf.
118. ↑  Zoznegg: Unter goldenem Schildhaupt, darin eine liegende vierendige blaue Hirschstange, in Rot der schwarze Großbuchstabe Z.

## Weitere Quellen
- Der Landkreis Konstanz. Amtliche Kreisbeschreibung, Landesarchivdirektion Baden-Württemberg (Hrsg.), 1968–1980. Band 3, ISBN 3-7995-6183-8 und Band 4, ISBN 3-7995-6184-6